# Emirates Park Towers
L'Emirates Park Towers ou JW Marriott Marquis Dubai est un complexe de deux tours jumelles, situées à Dubaï, aux Émirats arabes unis. La construction des deux tours a débuté en 2006 et leur ouverture s'est tenue en 2011.
Les deux tours sont l'Emirates Park Tower 1 et l'Emirates Park Tower 2 qui font office d'hôtels. Avec 77 étages, les deux tours sont hautes de 355 mètres. 
Les tours jumelles sont situées à Business Bay, un quartier d'affaires de Dubaï.